# Jacques Villon
Jacques Villon, igazi nevén Gaston Émile Duchamp (Damville, 1875. július 31. – Párizs, 1963. június 9.) francia festő, grafikus, Marcel Duchamp, Raymond Duchamp-Villon és Suzanne Duchamp-Crotti képzőművészek bátyja.

## Élete, munkássága

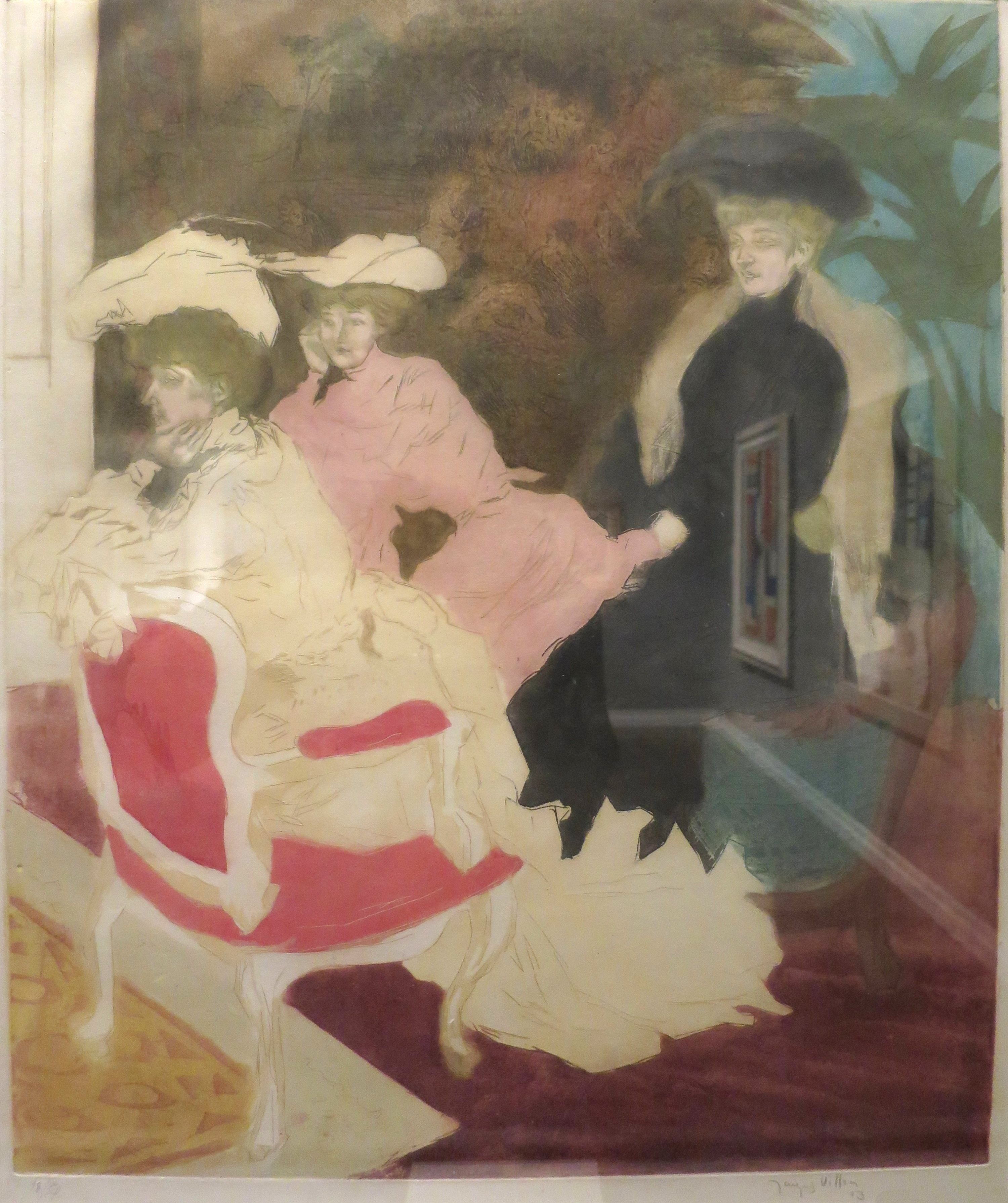
Jacques Villon, Comedy of Society, Honolulu Museum of Art

Jómódú és a művészetek iránt érdeklődő családba született, apja jegyző volt. A család hat gyermeket nevelt. A gyerekeket anyai nagyapjuk, sikeres üzletember és tehetséges festőművész tanította. Gaston Émile, a későbbi Jacques Villon, 1894-ben Raymond öccsével együtt Párizsba költözött, ahol jogot tanultak a Sorbonne-on. A Montmartre-on laktak, és apjuk engedélyével – jogi tanulmányaik folytatása mellett – művészeti tanulmányokat is folytathattak. Hogy megkülönböztesse magát testvéreitől, felvette kedvenc költője, François Villon nevét, így lett Jacques Villon. A Montmartre légkörében Villon hamar elvesztette érdeklődését a jogi pálya iránt, és grafikusként kezdett dolgozni különböző újságoknak. A Le Rire, a Gil Blas, a L’Assiette au Beurre és a Le Courier Française közölte humoros-szatirikus rajzait, és úgy tizenöt évig ez volt megélhetésének fő forrása, de emellett plakátokat rajzolt mulatóknak, és rézkarcokat is készített. A Moulin-Rouge-ban megismerkedett Toulouse-Lautrec-kel és más művészekkel. 1904-től rendszeresen részt vett a Salon d’Automne (Őszi Szalon) kiállításain, miközben a Julian Akadémián, Rodolphe Julian híres magániskolájában tanult. 1906-tól végre már csak a festészettel foglalkozhatott. Első időszakában, korábban, még Degas és Toulouse-Lautrec hatását lehetett felfedezni művein, de ettől kezdve a fauvizmus hatása alá került. Párizs Puteaux kerületébe, a forrongó művészvilág közepébe költözött, ahol Manuel Robbe segítségével elsajátította a hidegtű technikát. Az első világháború idején besorozták a hadseregbe, térképészként szolgált.
1911-ben csatlakozott a kubizmushoz, aminek viszonylagosan kötött szabályrendszere jobban „megfelelt fegyelmezett és rendszerető természetének.” Ekkoriban kezdett foglalkozni a „látógúla-elmélettel”, amit már Leonardo da Vinci is megfogalmazott. „Ennek értelmében a tárgyakat és különböző részleteiket olyan gúlák révén észleljük, amelyeknek csúcsa szemünkben, alapja pedig a tárgyban, illetve annak valamely részletében van.” Ezt a módszert következetesen alkalmazta munkáiban (A terített asztal, Menetelő katonák). Villon a műtermében rendszeresen vendégül látta a hasonló érdeklődésű képzőművészeket (Marcel Duchamp, Suzanne Duchamp, Raymond Duchamp-Villon, Jean Metzinger, Fernand Léger, Robert Delaunay, Francis Picabia, František Kupka), akik élénk vitákat folytattak a síkok, a ritmus és az arány kérdéseiről, Cézanne jelentőségéről, és megfogalmazták a szintetikus kubizmus lényegét. Csoportjuknak és egyben mozgalmuknak Villon a Section d’Or nevet adta (néha Puteaux-csoport néven is említik őket). Első közös kiállításukat 1912. október 10. és október 30. között rendezték a La Boétie galériában, 31 művész részvételével. A megnyitó beszédet Guillaume Apollinaire tartotta. 1913-ban Villon is kiállított a nevezetes Armory Show kiállításon, New Yorkban – Marcel és Raymond fivéreivel együtt. A három fivért a kiállítás szervezői szenzációként akarták „tálalni” az amerikai közönségnek, de végül Marcel Lépcsőn lemenő aktja lett a „botrányos” szenzáció. Ennek ellenére azért Jacques Villon alkotásait jóindulattal fogadták, és a képei kelendőek voltak. Hírneve folyamatosan nőtt, és az 1930-as évekre ismertebb volt Amerikában, mint Európában.
1919-ben kezdődött első absztrakt periódusa. A síkok egymásra helyezésével alkotta visszafogott színvilágú képeit (Nemesség, 1920; Piros egyensúly, 1921; A versenyló). 1922-től jó darabig nem festett, színes metszeteket készített, többnyire más művészek (Manet, Picasso, Matisse, Dufy) alkotásairól készített másolatokat. 1930-ban kezdte újra a festést, és újabb, rövid absztrakt korszaka indult el, melynek során fontos szerepet szánt a fénynek (Le bond”, Allégresse). Ezt követően a valóság és a színek kezdtek megjelenni képein (Rajzoló férfi, 1935; A küzdők, 1939).
1940-ben Tarn vidékére költözött, és a környező tájat festette. Jelentős alkotásai születtek ebben az időben: Konyhakert tökökkel (1942), A három rend (1944), A kastély (1944), Orly (1954), Daruk Rouen mellett (1960). Színei finomak, különlegesek, festői stílusa könnyed, a felületen minden elem egyensúlyban van. Önálló kiállítása volt 1944-ben a párizsi Louis Carré galériában, amit számos nemzetközi kiállítás követett. 1950-ben megkapta a világ legjelentősebb festészeti elismerését, a Carnegie-díjat, 1954-ben pedig a Francia Becsületrend tulajdonosa lett. 1956-ban a velencei biennálé díjazottja volt. 1967-ben, az egyetlen életben lévő Duchamp-testvér, Marcel együttes kiállítást rendezett A Duchampok (Les Duchamp: Jacques Villon, Raymond Duchamp-Villon, Marcel Duchamp, Suzanne Duchamp) címmel.
Jacques Villon 1963-ban hunyt el puteaux-i műtermében. „Értelem és érzékenység, gondolkodás és intuíció, vakmerőség és alázat: mindezek az ellentétek harmonikus szintézist alkotnak életművében.”